# Rudy Gestede
Rudolphe "Rudy" Gestede (ur. 10 października 1988 roku w Essey-lès-Nancy) – beniński piłkarz grający na pozycji napastnika w Middlesbrough F.C.
23 lipca 2011 roku przeszedł pomyślnie testy medyczne i został zaprezentowany jako nowy gracz Cardiff City. 7 sierpnia 2011 zadebiutował w meczu z West Ham United i zanotował asystę przy trafieniu Kenny'ego Millera. Pierwszego gola w angielskiej piłce trafił w spotkaniu z Leicester City w Pucharze Ligi Angielskiej. Pierwszego gola w lidze trafił 15 października 2011 roku z Ipswich Town. W sezonie 2011/12 doszedł z walijskim zespołem do finału Pucharu Ligi, w którym doznał smaku porażki po rzutach karnych w meczu z Liverpoolem. 19 kwietnia 2012 roku podpisał dwuletni kontrakt z Cardiff.
26 listopada 2013 roku został wypożyczony do Blackburn Rovers. 1 stycznia 2014 roku zdobył swojego pierwszego gola w barwach klubu. Dzień później podpisał trzyipółletni kontrakt z klubem. W 2017 roku został piłkarzem Middlesbrough F.C.
Gestede reprezentował Francję w kadrze U-19. W lutym 2013 roku został powołany do reprezentacji Beninu.